# 土佐派
土佐派（とさは）是大和繪的流派之一。大和繪諸流派之中，擁有最長家系和最多門人。作為朝廷的御用繪師，纖細的畫風是其特徵。

## 概要
以巨勢派巨勢公望的門人春日基光為遠祖，誕生諸多名手的流派。本畫派樹立大和繪的傳統，以14世紀南北朝時代的藤原行光為祖，室町時代約200年間，代代繼承朝廷的繪所，擁有傲人的傳統和權勢。特别在土佐光信的時代，和宮廷、將軍家關係密切，是最盛時期。但是，室町時代末期，光信直系之孫土佐光元參加木下藤吉郎的軍勢，在但馬戰死，喪失繪所領職。織豐政權的時代，土佐派因為狩野派的躍進而勢衰，桃山時代，門人土佐光吉將據點移至堺，當時甚至衰退到如同狩野派的承包業者的地位。江戶時代，光吉的后继者土佐光則和其子土佐光起迁回京都，承應3年（1654年），光起復歸繪所領職。流派再興，以後維持地位直到幕末。
此外，光吉、光則的門人住吉如慶前往江戶建立住吉派，其子住吉具慶的時代成為幕府的御用繪師，和土佐派同樣持續至幕末。

## 派生流派
- 住吉派

【春日派・土佐派歷代】
- 春日基光　當流初代
- 春日隆能　當流二代
- 土佐隆親　當流三代，春日隆親的時代開始稱為土佐。
- 土佐光長　當流四代
- 土佐經隆
- 土佐長隆
- 土佐吉光
- 藤原行光　土佐派初代。
- 土佐光信　當流十三代，當流中興之祖。
- 土佐光茂
- 土佐光起　當流十八代，當流中興之祖。

【土佐派歷代】
- 藤原行光
- 土佐光重
- 土佐光國
- 土佐行秀　土佐派8世。行光次子。
- 土佐廣周　土佐派9世。行秀次子。
- 土佐光弘　土佐派10世。行秀長子。
- 土佐光信　土佐派11世。光弘次子。
- 土佐光茂　土佐派12世。光信之子。
- 土佐光元　土佐派13世。光茂長子。
- 土佐光吉　土佐派14世。光茂次子，但以門人說較有力。
- 土佐光則　土佐派15世。光吉之子。
- 土佐光起　土佐派16世。土佐派中興之祖。
- 土佐光成　土佐派17世。光起長子。
- 土佐光祐　土佐派18世。
- 土佐光芳　土佐派19世。光祐之子。
- 土佐光淳　土佐派20世。
- 土佐光時　土佐派21世。光淳之子。
- 土佐光祿　土佐派22世。
- 土佐光文　土佐派23世。光孚次男。
- 土佐光章　土佐派24世。
- 土佐光一　土佐派25世。

【別家】
- 土佐光貞　別家初代。本家十九代土佐光芳次子。別家創設。
- 土佐光孚　別家二代。光貞之子。
- 土佐光清　別家三代。光孚之子。

## 關連項目
- 日本畫